# 迈克·索耐特

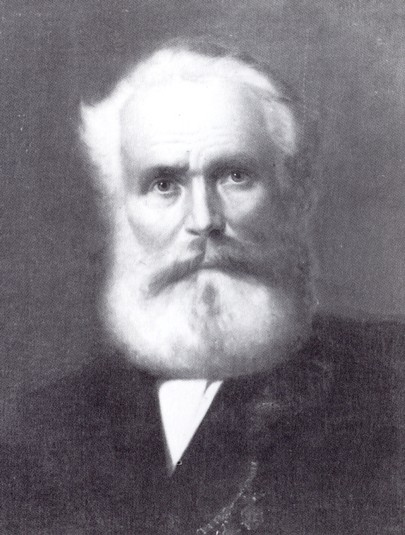

迈克·索耐特（Michael Thonet，又译为米切尔·托勒，1796年7月2日—1871年3月3日）是一名德国家具设计师，以设计生产的曲木家具而闻名。